# Tande Vieira
 Alexandre Sérgio Alves Vieira  (Volta Redonda, 26 de março de 1972), mais conhecido como Tande Vieira, é um empresário e político brasileiro filiado ao Progressistas (PP). É o atual prefeito de Resende, cargo que ocupa desde janeiro de 2025. Anteriormente, foi deputado estadual do Rio de Janeiro.
Nas eleições de 2022, concorreu pela primeira vez ao cargo de deputado estadual do Rio de Janeiro pelo Partido Republicano da Ordem Social (PROS), sendo eleito com 45.785 votos (0,53%). Em 2024, já filiado ao Progressistas, foi eleito prefeito de Resende com 64,02% dos votos válidos.

## Desempenho eleitoral
| Ano  | Eleição                    | Cargo             | Partido | Partido | Coligação                                                                | Vice                    | Votos  | Votos  | Votos | Resultado | Ref.  |
| Ano  | Eleição                    | Cargo             | Partido | Partido | Coligação                                                                | Vice                    | Total  | %      | P.    | Resultado | Ref.  |
| ---- | -------------------------- | ----------------- | ------- | ------- | ------------------------------------------------------------------------ | ----------------------- | ------ | ------ | ----- | --------- | ----- |
| 2022 | Estadual no Rio de Janeiro | Deputado estadual |         | PROS    | —                                                                        | —                       | 45.785 | 0,53%  | 47º   | Eleito    | [ 5 ] |
| 2024 | Municipal de Resende       | Prefeito          |         | PP      | Resende no Caminho Certo (PP, MDB, Avante, Agir, PODE, PL, UNIÃO e NOVO) | Davi do Esporte (UNIÃO) | 44.947 | 64,02% | 1º    | Eleito    | [ 6 ] |